# Gingen an der Fils
Gingen an der Fils település Németországban, azon belül Baden-Württembergben. Lakosainak száma 4607 fő (2023. december 31.).

## Népesség
A település népessége az elmúlt években az alábbi módon változott:
| Lakosok száma | 4260 | 4485 | 4501 | 4574 | 4591 | 4607 |
|               | 1975 | 2017 | 2019 | 2021 | 2022 | 2023 |